# AFI Division 2 2022
La AFI Division 2 2022 è stata la 6ª edizione del campionato irlandese di football americano di terzo livello, organizzato dalla IAFL.

## Squadre partecipanti
| Club                 | Città      | Stadio | Sponsor ufficiale | Risultato nella stagione 2019 |
| -------------------- | ---------- | ------ | ----------------- | ----------------------------- |
| Antrim Jets          | Antrim     |        |                   |                               |
| Causeway Giants      | Ballymoney |        |                   |                               |
| Louth Mavericks      | Dundalk    |        |                   |                               |
| NI Razorbacks        | Belfast    |        |                   |                               |
| North Dublin Pirates | Swords     |        |                   |                               |

## Stagione regolare

### Calendario

#### 1ª giornata
| Belfast 13 marzo 2022 | NI Razorbacks | 30 – 0 referto | Causeway Giants | Newforge Country Club |

#### 2ª giornata
| Ballymoney 20 marzo 2022 | Causeway Giants | 31 – 16 referto | North Dublin Pirates | Limepark Playing Fields |

#### 3ª giornata
| Antrim 27 marzo 2022 | Antrim Jets | 12 – 27 referto | Louth Mavericks | Antrim Forum Leisure Centre |

#### 4ª giornata
| Antrim 3 aprile 2022 | Antrim Jets | 14 – 8 referto | NI Razorbacks | Antrim Forum Leisure Centre |

| Dundalk 3 aprile 2022 | Louth Mavericks | 52 – 8 referto | North Dublin Pirates | Mill Road |

#### 5ª giornata
| Santry 24 aprile 2022 | North Dublin Pirates | 0 – 6 referto | Causeway Giants | Trinity Sports Grounds |

#### 6ª giornata
| Belfast 1º maggio 2022 | NI Razorbacks | 20 – 16 referto | Antrim Jets | Newforge Country Club |

| Malahide 1º maggio 2022 | North Dublin Pirates | 0 – 30 (a tavolino) referto | Louth Mavericks | Malahide RFC |

#### Recuperi 1
| Dundalk 8 maggio 2022 | Louth Mavericks | 24 – 6 referto | NI Razorbacks | Mill Road |

#### 7ª giornata
| Ballymoney 15 maggio 2022 | Causeway Giants | 0 – 16 referto | Antrim Jets | Limepark Playing Fields |

#### 8ª giornata
| Belfast 22 maggio 2022 | NI Razorbacks | 8 – 13 referto | Louth Mavericks | Newforge Country Club |

| Antrim 22 maggio 2022 | Antrim Jets | 35 – 0 referto | North Dublin Pirates | Antrim Forum Leisure Centre |

#### 9ª giornata
| Dundalk 5 giugno 2022 | Louth Mavericks | 39 – 0 | Causeway Giants | Mill Road |

#### 10ª giornata
| Malahide 9 giugno 2022 | North Dublin Pirates | 0 – 30 (a tavolino) referto | NI Razorbacks | Malahide RFC |

| Antrim 12 giugno 2022 | Antrim Jets | 32 – 0 referto | Causeway Giants | Antrim Forum Leisure Centre |

#### 11ª giornata
| Ballymoney 26 giugno 2022 | Causeway Giants | 25 – 7 referto | Louth Mavericks | Limepark Playing Fields |

| Dublino 26 giugno 2022 | North Dublin Pirates | 2 – 40 referto | Antrim Jets | Irish Sports Campus |

#### 12ª giornata
| Belfast 30 giugno 2022 | NI Razorbacks | 30 – 0 (a tavolino) referto | North Dublin Pirates | Newforge Country Club |

#### 13ª giornata
| Dundalk 9 luglio 2022 | Louth Mavericks | 32 – 16 referto | Antrim Jets | Mill Road |

#### 14ª giornata
| Ballymoney 16 luglio 2022 | Causeway Giants | 2 – 13 referto | NI Razorbacks | Limepark Playing Fields |

### Classifica
La classifica della regular season è la seguente.
- PCT = percentuale di vittorie, G = partite giocate, V = partite vinte,  P = partite perse, PF = punti fatti, PS = punti subiti

| Pos. | Squadra              | PCT  | G | V | N | P | PF  | PS  |
| ---- | -------------------- | ---- | - | - | - | - | --- | --- |
| 1    | Louth Mavericks      | .875 | 8 | 7 | 0 | 1 | 224 | 75  |
| 2    | Antrim Jets          | .625 | 8 | 5 | 0 | 3 | 181 | 89  |
| 3    | NI Razorbacks        | .625 | 8 | 5 | 0 | 3 | 145 | 69  |
| 4    | Causeway Giants      | .375 | 8 | 3 | 0 | 5 | 64  | 153 |
| 5    | North Dublin Pirates | .000 | 8 | 0 | 0 | 8 | 26  | 254 |

## VI Division 2 Bowl
| Belfast 31 luglio 2022, ore 12:30 | Louth Mavericks | 0 – 22 | Antrim Jets | Newforge Country Club |

## Verdetti
- Antrim Jets Vincitori della AFI Division 2 2022